# ترانه‌شناسی دیو
این مقاله به ترانه‌شناسی دیو، گروه هوی متال آمریکایی که در ۱۹۸۲ توسط رونی جیمز دیو پایه‌گذاری شد می‌پردازد.

## آلبوم‌های استودیویی
| سال انتشار                                             | جزئیات آلبوم                                                                                    | رتبه‌های بدست آمده در چارت‌ها | رتبه‌های بدست آمده در چارت‌ها | رتبه‌های بدست آمده در چارت‌ها | رتبه‌های بدست آمده در چارت‌ها | رتبه‌های بدست آمده در چارت‌ها | رتبه‌های بدست آمده در چارت‌ها | رتبه‌های بدست آمده در چارت‌ها | رتبه‌های بدست آمده در چارت‌ها | جوایز                             |
| سال انتشار                                             | جزئیات آلبوم                                                                                    | US                          | AUT                         | FIN                         | SWE                         | SWI                         | UK                          | US Ind.                     | GER                         | جوایز                             |
| ------------------------------------------------------ | ----------------------------------------------------------------------------------------------- | --------------------------- | --------------------------- | --------------------------- | --------------------------- | --------------------------- | --------------------------- | --------------------------- | --------------------------- | --------------------------------- |
| ۱۹۸۳                                                   | شناگر مقدس - انتشار: ۲۵ مه، ۱۹۸۳ - ناشر: وانربرادرز - فرمت: سی‌دی، ال‌پی، کاست                    | ۶۱                          | —                           | —                           | ۱۸                          | —                           | ۱۳                          | —                           | —                           | آمریکا: پلاتینیوم بریتانیا: سیلور |
| ۱۹۸۴                                                   | آخر صف - انتشار: ۱۳ ژوئیه، ۱۹۸۴ - ناشر: وارنربرادرز/ورتیگو - فرمت: سی‌دی، ال‌پی، کاست             | ۲۴                          | —                           | —                           | ۶                           | —                           | ۴                           | —                           | —                           | آمریکا: پلاتینیوم بریتانیا: سیلور |
| ۱۹۸۵                                                   | قلب قدسی - انتشار: اوت، ۱۹۸۵ - ناشر: وارنربرادرز/ورتیگو - فرمت: سی‌دی، ال‌پی، کاست                | ۲۹                          | ۱۳                          | ۶                           | ۶                           | ۱۴                          | 4                           | —                           | —                           | آمریکا: گلد                       |
| ۱۹۸۷                                                   | رویاهای پلید ببین (آلبوم) - انتشار: ۲۱ ژوئیه, ۱۹۸۷ - ناشر: وارنربرادرز - فرمت: سی‌دی، ال‌پی، کاست | ۴۳                          | ۱۵                          | —                           | ۴                           | ۱۳                          | ۸                           | —                           | —                           |                                   |
| ۱۹۹۰                                                   | گرگ‌ها را محبوس کن - انتشار: ۱۵ مه, ۱۹۹۰ - ناشر: رپرایز رکوردز - فرمت: سی‌دی، ال‌پی                | ۶۱                          | —                           | —                           | ۲۳                          | ۲۵                          | ۲۸                          | —                           | —                           |                                   |
| ۱۹۹۴                                                   | بزرگراه‌های غریب - انتشار: ۲۵ اکتبر, ۱۹۹۳ - ناشر: رپرایر رکوردز - فرمت: سی‌دی، ال‌پی، کاست         | ۱۴۲                         | —                           | —                           | —                           | —                           | ۵                           | —                           | ۷۹                          |                                   |
| ۱۹۹۶                                                   | ماشین‌های خشمگین - انتشار: ۱۵ اکتبر, ۱۹۹۶ - ناشر: مایهم - فرمت: سی‌دی، ال‌پی، کاست                 |                             | —                           | —                           | —                           | —                           | ۴                           | —                           | —                           |                                   |
| ۲۰۰۰                                                   | مجیکا - انتشار: ۲۱ مارس, ۲۰۰۰ - ناشر: اسپیت‌فایر رکوردز - فرمت: سی‌دی، ال‌پی، کاست                 | —                           | —                           | ۲۶                          | ۵۲                          | —                           | —                           | ۱                           | ۴۰                          |                                   |
| ۲۰۰۲                                                   | شکار اژدها - انتشار: ۲۱ مه , ۲۰۰۲ - ناشر: اسپیت‌فایر رکوردز - فرمت: سی‌دی، ال‌پی، کاست             | ۱۹۹                         | ۷۰                          | ۲۸                          | ۲۴                          | —                           | —                           | ۱۸                          | ۳۰                          |                                   |
| ۲۰۰۴                                                   | ارباب ماه - انتشار: ۷ سپتامبر, ۲۰۰۴ - ناشر: سنکچوری رکوردز - فرمت: سی‌دی، ال‌پی، کاست             | -                           | —                           | ۱۶                          | ۳۵                          | —                           | ۱۵۹                         | ۷                           | ۶۲                          |                                   |
| "—" این علامت نشانگر نداشتن جایگاه در چارت مربوطه است. |                                                                                                 |                             |                             |                             |                             |                             |                             |                             |                             |                                   |

## آلبوم ای پی
| سال انتشار | جزئیات آلبوم                                           |
| ---------- | ------------------------------------------------------ |
| ۱۹۸۶       | دیو ای‌پی - انتشار: مه ۱۹۸۶ - ناشر: ورتیگو - فرمت: ال‌پی |

## آلبوم‌های اجرای زنده
| سال انتشار                                              | جزئیات آلبوم                                                                                  | رتبه‌های بدست آمده در چارت‌ها | رتبه‌های بدست آمده در چارت‌ها | رتبه‌های بدست آمده در چارت‌ها | رتبه‌های بدست آمده در چارت‌ها |
| سال انتشار                                              | جزئیات آلبوم                                                                                  | US                          | FIN                         | UK                          | GRE                         |
| ------------------------------------------------------- | --------------------------------------------------------------------------------------------- | --------------------------- | --------------------------- | --------------------------- | --------------------------- |
| ۱۹۸۶                                                    | وقفه - انتشار: ژوئن, ۱۹۸۶ - ناشر: وارنربرادرز - فرمت: ال‌پی                                    | ۷۰                          | —                           | ۲۲                          | —                           |
| ۱۹۹۸                                                    | دوزخ-آخرین اجرا - انتشار: ۲۴ فوریه, ۱۹۹۸ - ناشر: مایهم - فرمت: سی‌دی، ال‌پی                     | —                           | ۴۰                          | —                           | —                           |
| ۲۰۰۵                                                    | اهریمنی یا ایزدی - اجرای زنده نیویورک - انتشار: ۲۲ فوریه, ۲۰۰۵ - ناشر: اسپیت‌فایر - فرمت: سی‌دی | —                           | —                           | —                           | ۳۳                          |
| ۲۰۰۶                                                    | شناگر مقدس-اجرای زنده - انتشار: ۱۷ آپریل, ۲۰۰۶ - ناشر: ایگل رکوردز - فرمت: سی‌دی               | —                           | —                           | —                           | —                           |
| "—" این علامت نشانگر نداشتن جایگاه در چارت مربوطه است.. |                                                                                               |                             |                             |                             |                             |

## آلبوم جمع‌آوری شده
| سال انتشار | جزئیات آلبوم                                                                               |
| ---------- | ------------------------------------------------------------------------------------------ |
| ۱۹۹۲       | الماس‌ها-بهترین‌های دیو - انتشار: مارس ۱۹۹۲ - ناشر: ورتیگو - فرمت: سی‌دی، ال‌پی                |
| ۱۹۹۹       | بهترین مجموعه‌ها - انتشار: ۱ اکتبر, ۱۹۹۹ - ناشر: ورتیگو - فرمت: سی‌دی                        |
| ۲۰۰۰       | بهترین هیولاهای دیو - انتشار: اکتبر ۲۰۰۰ - ناشر: وارنربرادرز/رینو انترتینمنت - فرمت: سی‌دی  |
| ۲۰۰۱       | برگزیدگان:بخش دوم - انتشار: فوریه ۲۰۰۱ - ناشر: کانیشر - فرمت: سی‌دی                         |
| ۲۰۰۲       | مجموعه شیطان:بهترین‌ها - انتشار: ۱۴ مارس, ۲۰۰۲ - ناشر: وارنربرادرز - فرمت: سی‌دی             |
| ۲۰۰۳       | به پا خیز و فریاد کن:برگزیدگان دیو - انتشار: مه ۲۰۰۳ - ناشر: وارنربرادرز/رینو - فرمت: سی‌دی |
| ۲۰۰۳       | کلکسیون - انتشار: اکتبر ۲۰۰۳ - ناشر: یونیورسال رکوردز/اسپکتروم - فرمت: سی‌دی                |
| ۲۰۰۵       | موفق‌های متال - انتشار: ۴ اکتبر, ۲۰۰۵ - ناشر: رینو - فرمت: سی‌دی                             |
| ۲۰۰۸       | افسانه‌های راک - انتشار: ۲۸ ژانویه, ۲۰۰۸ - ناشر: مرکوری/پولیدور - فرمت: سی‌دی                |

## تک‌آهنگ‌ها
| سال انتشار                                             | آهنگ                         | رتبه بدست آمده در چارت‌ها | رتبه بدست آمده در چارت‌ها | آلبوم           |
| سال انتشار                                             | آهنگ                         | US Main                  | UK                       | آلبوم           |
| ------------------------------------------------------ | ---------------------------- | ------------------------ | ------------------------ | --------------- |
| ۱۹۸۳                                                   | "شناگر مقدس"                 | ۴۰                       | ۷۲                       | شناگر مقدس      |
| ۱۹۸۳                                                   | "رنگین کمانی در تاریکی"      | ۱۴                       | ۴۶                       | شناگر مقدس      |
| ۱۹۸۴                                                   | "آخر صف"                     | —                        | —                        | آخرین حمله      |
| ۱۹۸۴                                                   | "ما به لرزه در می آوریم"     | —                        | —                        | آخرین حمله      |
| ۱۹۸۴                                                   | "راز"                        | ۲۰                       | ۳۴                       | آخرین حمله      |
| ۱۹۸۵                                                   | "کودکان راک ان رول"          | ۲۶                       | ۲۶                       | قلب از خودگذشته |
| ۱۹۸۵                                                   | "مشتاق بهشت"                 | ۳۰                       | ۵۶                       | قلب از خودگذشته |
| ۱۹۸۵                                                   | "دیو اجرای زنده"             | —                        | —                        |                 |
| ۱۹۸۶                                                   | "پادشاه راک ان رول"          | —                        | —                        | قلب از خودگذشته |
| ۱۹۸۷                                                   | "می‌توانستم رویازده باشم"     | ۳۳                       | ۶۹                       | رویای پلید      |
| ۱۹۸۷                                                   | "تمام احمق‌ها ترک صحنه کردند" | —                        | —                        | رویای پلید      |
| ۱۹۹۰                                                   | "آهای فرشته"                 | —                        | ۹۴                       | جستجوی گرگ‌ها    |
| ۱۹۹۰                                                   | "متولد خورشید"               | —                        | —                        | جستجوی گرگ‌ها    |
| ۱۹۹۳                                                   | "نابکار"                     | —                        | —                        | بزرگراه‌های غریب |
| ۱۹۹۳                                                   | "مریم عیسی و روح مقدس"       | —                        | —                        | بزرگراه‌های غریب |
| "—" این علامت نشانگر نداشتن جایگاه در چارت مربوطه است. |                              |                          |                          |                 |

## فیلم‌ها
| سال انتشار | جزئیات                                                                               | جوایز |
| ---------- | ------------------------------------------------------------------------------------ | ----- |
| ۱۹۸۴       | A Special From The Spectrum - انتشار: ۱۹۸۴ - ناشر: وارنر میوزیک ویدئو - فرمت: وی‌اچ‌اس | گلد   |
| ۱۹۸۶       | قلب از خودگذشته (تصویری) - انتشار: ۱۹۸۶ - ناشر: وارنر میوزیک ویدئو - فرمت: وی‌اچ‌اس    |       |
| ۱۹۹۰       | ماشین زمان - انتشار: ۱ ژوئیه، ۱۹۹۰ - Label: Warner/Polygram - فرمت: وی‌اچ‌اس           |       |
| ۲۰۰۳       | اهریمن یا ایزد-اجرای زنده نیویورک - انتشار: ۲۰۰۳ - ناشر: اسپیت‌فایر - فرمت: دی‌وی‌دی    |       |
| ۲۰۰۴       | قلب از خودگذشته (ویدئو) - انتشار: ۲۰۰۴ - ناشر: وارنر میوزیک ویدئو - فرمت: دی‌وی‌دی     |       |
| ۲۰۰۵       | ما به لرزه در می آوریم - انتشار: ۲۰۰۵ - ناشر: وارنر میوزیک ویدئو - فرمت: دی‌وی‌دی      |       |
| ۲۰۰۶       | شناگر مقدس-اجرای زنده - انتشار: ۱۷ آپریل، ۲۰۰۶ - ناشر: ایگل - فرمت: دی‌وی‌دی           |       |